# Нерутаяха (приток Вэнтокойяхи)
Нерутаяха (устар. Неру-Яха) — река в России, протекает в Ямало-Ненецком автономном округе. Устье реки находится в 42 км по правому берегу реки Вэнтокойяхи. Длина реки — 25 км.

## Данные водного реестра
По данным государственного водного реестра России относится к Нижнеобскому бассейновому округу, водохозяйственный участок реки — Пур. Речной бассейн реки — Пур.